# Арвада (Колорадо)
Арвада (енгл. Arvada) град је у америчкој савезној држави Колорадо.

## Демографија
По попису из 2010. године број становника је 106.433, што је 4.28 (4,2%) становника више него 2000. године.
|                   | 2010.            | 2000.            |
| Укупно            | 106 433 (100,0%) | 102 153 (100,0%) |
| Белци             | 86 556 (81,32%)  | 87 302 (85,46%)  |
| Хиспаноамериканци | 14 536 (13,66%)  | 10 031 (9,820%)  |
| Остали            | 2 939 (2,761%)   | 1 933 (1,892%)   |
| Азијати           | 2 310 (2,170%)   | 2 215 (2,168%)   |
| Афроамериканци    | 92 (0,086%)      | 672 (0,658%)     |

## Партнерски градови
- Кизилорда
- Мехелен